# Django (album)
Pour les articles homonymes, voir Django.
Albums de Modern Jazz Quartet
Concorde
(1955) Fontessa
(1956)
Django est un album du Modern Jazz Quartet sorti en 1956.

## Analyse
Le morceau éponyme Django, comme la plupart des titres de l'album, a été composé par John Lewis, pianiste et directeur musical du groupe. C'est une de ses compositions les plus connues, écrite en hommage à Django Reinhardt.
Delauney's Dilemma est écrit en référence au critique musical Charles Delaunay.
La Ronde Suite contient des sections distinctes, mettant en valeur chacun des membres su groupe. Le morceau est basé sur le standard Two Bass Hit que Lewis écrivit pour Dizzy Gillespie

## Liste des titres
| No | Titre              | Musique                       | Durée |
| -- | ------------------ | ----------------------------- | ----- |
| 1. | Django             | John Lewis                    | 7:03  |
| 2. | One Bass Hit       | Dizzy Gillespie               | 2:59  |
| 3. | La Ronde Suite     | John Lewis                    | 9:38  |
| 4. | The Queen's Fancy  | John Lewis                    | 3:12  |
| 5. | Delauney's Dilemma | John Lewis                    | 4:01  |
| 6. | Autumn in New York | Vernon Duke                   | 3:40  |
| 7. | But Not for Me     | George Gershwin, Ira Gershwin | 3:44  |
| 8. | Milano             | John Lewis                    | 4:23  |

## Personnel
- Milt Jackson - vibraphone
- John Lewis - piano
- Percy Heath - contrebasse
- Kenny Clarke - batterie